# Action immédiate (film, 1957)
Pour les articles homonymes, voir Action immédiate.
Série
Coplan, agent secret FX 18
(1964)
Pour plus de détails, voir Fiche technique et Distribution.
Action immédiate est un film d'espionnage français réalisé par Maurice Labro, sorti en 1957.

## Synopsis
Le Deuxième Bureau délègue son jeune officier Francis Coplan à Genève afin de retrouver un certain Lindbaum. Ce chef d’une organisation mafieuse a volé prototypes et échantillons d’un canon antichar révolutionnaire de l’armée de l’air française et pratique un chantage pour obtenir une forte rançon. Coplan va devoir jouer de tous ses talents (et de tous ses charmes auprès de jolies espionnes) afin de récupérer les fameux documents.

## Fiche technique
- Titre original : Action immédiate
- Réalisation : Maurice Labro
- Assistant-réalisation : Claude Sautet
- Scénario : Yvan Audouard, Frédéric Dard et Jean Redon, d'après le roman de Paul Kenny, Action immédiate (Fleuve noir no 69, 1955)[1]
- Dialogues : Yvan Audouard
- Décors : Georges Lévy, assisté de Jacques Brizzio, Robert Turlure et François Suné
- Maquillages : Jean-Jacques Chanteau
- Coiffures : Raymonde Chanteau
- Photographie : Jean Lehérissey
- Cadrage : Charles-Henry Montel
- Son : Pierre Bertrand
- Montage : Robert Isnardon et Monique Isnardon
- Musique : Georges Van Parys
- Scripte : Alice Ziller
- Coordinateur des combats et des cascades : Claude Carliez et son équipe
- Producteurs : François Chavane, Alain Poiré et Roger Ribadeau-Dumas
- Directeur de production : Irénée Leriche
- Sociétés de production : Gaumont (Société Nouvelle des Établissements Gaumont, France), Cinéphonic (France), SFC (Société Française de Cinématographie)
- Société de distribution : Gaumont (distributeur d'origine France et étranger)
- Pays de production :  France
- Langue originale : français
- Format : 35 mm — noir et blanc — 1,33:1 — son monophonique
- Genre : film d'espionnage
- Durée : 105 minutes
- Date de sortie : 
  - France : 15 mars 1957
- (fr) Classification CNC : tous publics (visa d'exploitation no 18805 délivré le 13 mars 1957)

## Distribution
- Henri Vidal : Francis Coplan, agent du Deuxième Bureau
- Barbara Laage : Hiedi Effen, la collaboratrice de Francis
- Jacques Dacqmine : Hans Walder
- Nicole Maurey : Diana Rossi
- Lino Ventura : Bérès
- Louis Arbessier : le Colonel
- Raoul Billerey : Fondane
- Corrado Guarducci : le docteur Serutti
- Henri Guégan : Herst, un homme de main
- Jess Hahn : Kalpannen
- Germain Lanciers : Karl
- Francis Leritz : Gregory
- Jacques Mancier : l'ingénieur
- Margaret Rung : Sylvia
- Sylvain Lévignac : Henryk
- André Weber : Fredy Flüger, le photographe
- Harald Wolff : Lindbaum
- André Dalibert : un homme du colonel
- Jacqueline Caurat : la secrétaire du colonel

## Tournage
- Période prises de vue : 9 octobre au 30 novembre 1956
- Extérieurs : plage de Sainte-Croix (Martigues-La Couronne) dans les Bouches-du-Rhône (lieu officiellement identifié[2])